# 鈴木雅詞
鈴木 雅詞（すずき まさし）は、日本の男性脚本家。小山高生主催の脚本家集団、有限会社ぶらざあのっぽ出身。元NHK勤務で、ラジオドラマやドキュメンタリー番組の演出をしていた。

## 参加作品

### テレビアニメ
2003年
- 魔探偵ロキ RAGNAROK
- D.C. 〜ダ・カーポ〜

2004年
- せんせいのお時間
- tactics

2005年
- うえきの法則
- SHUFFLE!（シリーズ構成）
- D.C.S.S. 〜ダ・カーポ セカンドシーズン〜
- 地獄少女

2006年
- エンジェル・ハート
- うたわれるもの
- 乙女はお姉さまに恋してる
- Gift 〜ギフト〜 eternal rainbow（シリーズ構成）
- スーパーロボット大戦OG -ディバイン・ウォーズ-
- 銀河鉄道物語 〜永遠への分岐点〜
- 家庭教師ヒットマンREBORN!（-2010年）
- 地獄少女 二籠

2007年
- SHUFFLE! MEMORIES（シリーズ構成）
- ひぐらしのなく頃に解
- D.C.II 〜ダ・カーポII〜

2008年
- みなみけ 〜おかわり〜（シリーズ構成）
- かのこん（シリーズ構成）
- D.C.II S.S. 〜ダ・カーポII セカンドシーズン〜
- TYTANIA -タイタニア-
- 地獄少女 三鼎

2009年
- メタルファイト ベイブレード
- 聖剣の刀鍛冶（シリーズ構成）

2010年
- おまもりひまり
- メタルファイト ベイブレード 爆
- kiss×sis

2011年
- レベルE
- R-15

2012年
- 織田信奈の野望（シリーズ構成）

2013年
- ハヤテのごとく! Cuties
- 勇者になれなかった俺はしぶしぶ就職を決意しました。（シリーズ構成）

2014年
- RAIL WARS!（シリーズ構成）

2015年
- ISUCA（シリーズ構成）

2016年
- バトルスピリッツ ダブルドライブ
- カミワザ・ワンダ

2017年
- sin 七つの大罪（メインライター）

2018年
- ロード オブ ヴァーミリオン 紅蓮の王（シリーズ構成）

2020年
- プランダラ（シリーズ構成）

2021年
- 女神寮の寮母くん。（シリーズ構成）

2022年
- 幻想三國誌 -天元霊心記-（シリーズ構成）

時期未定
- 勇者パーティを追い出された器用貧乏（シリーズ構成）

### OVA
2004年
- アカネマニアックス
- 低俗霊DAYDREAM

2008年
- D.C.if 〜ダ・カーポ イフ〜（シリーズ構成）

2009年
- kiss×sis
- かのこん 〜真夏の大謝肉祭〜（シリーズ構成）

2010年
- こえでおしごと!（シリーズ構成）

2012年
- わんおふ -one off-（構成・脚本）

### ゲーム
- げんしのことば（2001年）※シナリオ：鈴木雅詞、二木幸生
- SAKURA 〜雪月華〜（2003年）※シナリオ：長嶋日出晴、鈴木雅詞、山谷忠、菜の花すみれ
- D.C.P.S. 〜ダ・カーポ〜 プラスシチュエーション（2003年）※シナリオ：御影、まり、御巫紫苑、よこよこ、呉、長嶋日出晴、鈴木雅詞、鈴木達也
- D.C.P.C. 〜ダ・カーポ〜 プラスコミュニケーション（2004年）※シナリオ：まり、御巫紫苑、長嶋日出晴、鈴木雅詞、鈴木達也
- W〜ウィッシュ〜（2004年）※シナリオ：長嶋日出晴、鈴木雅詞、伊藤美智子、神澤ハルカ